# Ajuricaba
Ajuricaba é um município brasileiro do estado do Rio Grande do Sul. Localiza-se na Mesorregião do Noroeste Rio-Grandense e na Microrregião de Ijuí.

## Geografia
Localiza-se a uma latitude 28º14'22" sul e a uma longitude 53º46'15" oeste, estando a uma altitude de 336 metros.
Sua população estimada em 2014 era de 7 403 habitantes e possui uma área de 335,3 km².
O município pode ser acessado pela RS-514 (que por sua vez liga-se à BR-158), RS-155 e BR-285.
É dividido em dois distritos: Ajuricaba (sede) e Medianeira.

## Economia
Tem sua economia essencialmente voltada para a agricultura.

## Filhos ilustres
- Carlos Eduardo Marques, futebolista;
- Ivone Hoffmann, atriz.